# Barbella capillaris
Barbella capillaris är en bladmossart som beskrevs av Brotherus 1925. Barbella capillaris ingår i släktet Barbella och familjen Meteoriaceae. Inga underarter finns listade i Catalogue of Life.